# AFC Ajax in het seizoen 2022/23 (mannen)
In het seizoen 2022/23 kwam Ajax uit in de Eredivisie, KNVB Beker, Johan Cruijff Schaal, UEFA Champions League en UEFA Europa League.

## Selectie
| Nr.         | Nat.                | Naam                 | Contract tot        | Geboortedatum     | Vorige club         |
| ----------- | ------------------- | -------------------- | ------------------- | ----------------- | ------------------- |
| Doelmannen  |                     |                      |                     |                   |                     |
| 1           | Vlag van Nederland  | Maarten Stekelenburg | 30 juni 2023        | 22 september 1982 | Everton             |
| 12          | Vlag van Argentinië | Gerónimo Rulli       | 30 juni 2026        | 20 mei 1992       | Villarreal          |
| 22          | Vlag van Nederland  | Remko Pasveer        | 30 juni 2023        | 8 november 1983   | Vitesse             |
| Verdediging |                     |                      |                     |                   |                     |
| 2           | Vlag van Nederland  | Jurriën Timber       | 30 juni 2024        | 17 juni 2001      | Jeugdopleiding Ajax |
| 3           | Vlag van Nigeria    | Calvin Bassey        | 30 juni 2027        | 31 december 1999  | Rangers             |
| 5           | Vlag van Nederland  | Owen Wijndal         | 30 juni 2027        | 28 november 1999  | AZ                  |
| 13          | Vlag van Turkije    | Ahmetcan Kaplan      | 30 juni 2027        | 16 januari 2003   | Trabzonspor         |
| 15          | Vlag van Nederland  | Devyne Rensch        | 30 juni 2025        | 18 januari 2003   | Jeugdopleiding Ajax |
| 19          | Vlag van Mexico     | Jorge Sánchez        | 30 juni 2026        | 10 december 1997  | Club América        |
| 25          | Vlag van Nederland  | Youri Baas           | 30 juni 2026        | 17 maart 2003     | Jeugdopleiding Ajax |
| 57          | Vlag van Nederland  | Jorrel Hato          | 30 juni 2025        | 7 maart 2006      | Jeugdopleiding Ajax |
| Middenveld  |                     |                      |                     |                   |                     |
| 4           | Vlag van Mexico     | Edson Álvarez        | 30 juni 2024        | 24 oktober 1997   | Club América        |
| 6           | Vlag van Nederland  | Davy Klaassen        | 30 juni 2024        | 21 februari 1993  | Bremen              |
| 8           | Vlag van Nederland  | Kenneth Taylor       | 30 juni 2027        | 16 mei 2002       | Jeugdopleiding Ajax |
| 20          | Vlag van Ghana      | Mohammed Kudus       | 30 juni 2025        | 2 augustus 2000   | Nordsjælland        |
| 21          | Vlag van Oostenrijk | Florian Grillitsch   | 30 juni 2023        | 7 augustus 1995   | Hoffenheim          |
| 23          | Vlag van Nederland  | Steven Berghuis      | 30 juni 2025        | 19 december 1991  | Feyenoord           |
| 26          | Vlag van Nederland  | Youri Regeer         | 30 juni 2025        | 18 augustus 2003  | Jeugdopleiding Ajax |
| 28          | Vlag van Nederland  | Kian Fitz-Jim        | 30 juni 2024        | 5 juli 2003       | Jeugdopleiding Ajax |
| Aanval      |                     |                      |                     |                   |                     |
| 7           | Vlag van Nederland  | Steven Bergwijn      | 30 juni 2027        | 8 oktober 1997    | Tottenham           |
| 9           | Vlag van Nederland  | Brian Brobbey        | 30 juni 2027        | 1 februari 2002   | Leipzig             |
| 10          | Vlag van Servië     | Dušan Tadić          | 30 juni 2026        | 20 november 1988  | Southampton         |
| 18          | Vlag van Italië     | Lorenzo Lucca        | 30 juni 2023 (huur) | 10 september 2000 | Pisa                |
| 35          | Vlag van Portugal   | Francisco Conceição  | 30 juni 2027        | 14 december 2002  | Porto               |

Laatst bijgewerkt: 31 augustus 2022

## Leden technische staf en directie
| Naam                    | Functie              |
| ----------------------- | -------------------- |
| John Heitinga           | Hoofdtrainer         |
| Michael Reiziger        | Assistent-trainer    |
| Dwight Lodeweges        | Assistent-trainer    |
| Anton Scheutjens        | Keeperstrainer       |
| Alessandro Schoenmakers | Performance trainer  |
| Saïd Ouaali             | Hoofd jeugdopleiding |

| Naam                | Functie                     |
| ------------------- | --------------------------- |
| Edwin van der Sar   | Algemeen directeur          |
| Susan Lenderink     | Financieel directeur        |
| vacant              | Directeur voetbalzaken      |
| Menno Geelen        | Commercieel directeur       |
| Gerry Hamstra       | Technisch manager           |
| Klaas-Jan Huntelaar | Assistent-Technisch manager |

## Wedstrijdverslagen

### Vriendschappelijke wedstrijden
| Datum      | Wedstrijd                   | Uitslag     | Verslag |
| ---------- | --------------------------- | ----------- | ------- |
| 28-06-2022 | Ajax – SV Meppen            | 3 – 0       | 1       |
| 02-07-2022 | Ajax – SC Paderborn 07      | 2 – 5       | 2       |
| 09-07-2022 | Ajax – NK Lokomotiva Zagreb | 3 – 0       | 3       |
| 15-07-2022 | Ajax – KAS Eupen            | 1 – 1       | 4       |
| 19-07-2022 | Red Bull Salzburg – Ajax    | 2 – 3       | 5       |
| 23-07-2022 | Ajax – Eintracht Frankfurt  | Geannuleerd | 6       |
| 26-07-2022 | Ajax – FK Sjachtar Donetsk  | 3 – 1       | 7       |
| 31-07-2022 | Almere City FC - Ajax       | 1 – 1       | 8       |
| 19-04-2023 | Ajax – AFC Richmond         | 5 – 0       | 9       |

### Johan Cruijff Schaal
|                    |                                                                             |               | |                                                                                            |
| 30 juli 2022 20:00 | Ajax                                                                        | 3 – 5 (1 – 2) | PSV | Stadion: Johan Cruijff ArenA, Amsterdam Toeschouwers: 52.000 Scheidsrechter: Dennis Higler |
| 30 juli 2022 20:00 | 15' Steven Bergwijn Owen Wijndal 54' Antony Owen Wijndal 72' Mohammed Kudus | Verslag       | 32', 45+2', 69' Guus Til Cody Gakpo; Cody Gakpo; Luuk de Jong 65' Cody Gakpo 90+1' Xavi Simons Joey Veerman | Stadion: Johan Cruijff ArenA, Amsterdam Toeschouwers: 52.000 Scheidsrechter: Dennis Higler |
| 30 juli 2022 20:00 |                                                                             |               | | Stadion: Johan Cruijff ArenA, Amsterdam Toeschouwers: 52.000 Scheidsrechter: Dennis Higler |
| 30 juli 2022 20:00 |                                                                             |               | | Stadion: Johan Cruijff ArenA, Amsterdam Toeschouwers: 52.000 Scheidsrechter: Dennis Higler |
|                    |                                                                             |               | |                                                                                            |

### UEFA Champions League
| Ronde      | Wedstrijd | Datum             | Wedstrijd        | Uitslag | Totaal | Verslag |
| ---------- | --------- | ----------------- | ---------------- | ------- | ------ | ------- |
| Groepsfase | 1         | 7 september 2022  | Ajax – Rangers   | 4 – 0   | 4 – 0  | 1       |
| Groepsfase | 2         | 13 september 2022 | Liverpool – Ajax | 2 – 1   | 2 – 1  | 2       |
| Groepsfase | 3         | 4 oktober 2022    | Ajax – Napoli    | 1 – 6   | 1 – 6  | 3       |
| Groepsfase | 4         | 12 oktober 2022   | Napoli – Ajax    | 4 – 2   | 4 – 2  | 4       |
| Groepsfase | 5         | 26 oktober 2022   | Ajax – Liverpool | 0 – 3   | 0 – 3  | 5       |
| Groepsfase | 6         | 1 november 2022   | Rangers – Ajax   | 1 – 3   | 1 – 3  | 6       |

Groepsfase (groep A)
| # | Team      | Wedstrijden | Wedstrijden | Wedstrijden | Wedstrijden | Doelpunten | Doelpunten | Doelpunten | Punten |
| --- | --------- | ----------- | ----------- | ----------- | ----------- | ---------- | ---------- | ---------- | ------ |
| # | Team      | Gespeeld    | Winst       | Gelijk      | Verlies     | Voor       | Tegen      | Saldo      | Punten |
| 1. | Napoli    | 6           | 5           | 0           | 1           | 20         | 6          | 14         | 15     |
| 2. | Liverpool | 6           | 5           | 0           | 1           | 17         | 6          | 11         | 15     |
| 3. | Ajax      | 6           | 2           | 0           | 4           | 11         | 16         | -5         | 6      |
| 4. | Rangers   | 6           | 0           | 0           | 6           | 2          | 22         | -20        | 0      |
| \| Legendakleuren in de tabellen \| \| Groepswinnaar en nummer twee gaan door naar de achtste finale. \| \| Nummer 3 gaat door naar de tussenronde van de Europa League. \| \| Uitgeschakeld \| |           |             |             |             |             |            |            |            |        |
| Legendakleuren in de tabellen |           |             |             |             |             |            |            |            |        |
| Groepswinnaar en nummer twee gaan door naar de achtste finale. |           |             |             |             |             |            |            |            |        |
| Nummer 3 gaat door naar de tussenronde van de Europa League. |           |             |             |             |             |            |            |            |        |
| Uitgeschakeld |           |             |             |             |             |            |            |            |        |

|                            |                                                                              |         |         |                                                                                             |
| 7 september 2022 18:45 uur | Ajax                                                                         | 4 - 0   | Rangers | Stadion: Johan Cruijff ArenA, Amsterdam Toeschouwers: 52.862 Scheidsrechter: Tobias Stieler |
| 7 september 2022 18:45 uur | 17' Edson Álvarez 32' Steven Berghuis 33' Mohammed Kudus 80' Steven Bergwijn | Verslag |         | Stadion: Johan Cruijff ArenA, Amsterdam Toeschouwers: 52.862 Scheidsrechter: Tobias Stieler |
| 7 september 2022 18:45 uur |                                                                              |         |         | Stadion: Johan Cruijff ArenA, Amsterdam Toeschouwers: 52.862 Scheidsrechter: Tobias Stieler |
| 7 september 2022 18:45 uur |                                                                              |         |         | Stadion: Johan Cruijff ArenA, Amsterdam Toeschouwers: 52.862 Scheidsrechter: Tobias Stieler |
|                            |                                                                              |         |         |                                                                                             |

|                             |                                  |         |                    |                                                                                    |
| 13 september 2022 21:00 uur | Liverpool                        | 2 - 1   | Ajax               | Stadion: Anfield, Liverpool Toeschouwers: 52.387 Scheidsrechter: Artur Soares Dias |
| 13 september 2022 21:00 uur | 17' Mohamed Salah 89' Joël Matip | Verslag | 27' Mohammed Kudus | Stadion: Anfield, Liverpool Toeschouwers: 52.387 Scheidsrechter: Artur Soares Dias |
| 13 september 2022 21:00 uur |                                  |         |                    | Stadion: Anfield, Liverpool Toeschouwers: 52.387 Scheidsrechter: Artur Soares Dias |
| 13 september 2022 21:00 uur |                                  |         |                    | Stadion: Anfield, Liverpool Toeschouwers: 52.387 Scheidsrechter: Artur Soares Dias |
|                             |                                  |         |                    |                                                                                    |

|                          |                   |         | |                                                                                                |
| 4 oktober 2022 21:00 uur | Ajax              | 1 - 6   | Napoli | Stadion: Johan Cruijff ArenA, Amsterdam Toeschouwers: 52.896 Scheidsrechter: François Letexier |
| 4 oktober 2022 21:00 uur | 9' Mohammed Kudus | Verslag | 18', 47' Giacomo Raspadori 33' Giovanni Di Lorenzo 45' Piotr Zieliński 63' Chvitsja Kvaratschelia 81' Giovanni Simeone | Stadion: Johan Cruijff ArenA, Amsterdam Toeschouwers: 52.896 Scheidsrechter: François Letexier |
| 4 oktober 2022 21:00 uur |                   |         | | Stadion: Johan Cruijff ArenA, Amsterdam Toeschouwers: 52.896 Scheidsrechter: François Letexier |
| 4 oktober 2022 21:00 uur |                   |         | | Stadion: Johan Cruijff ArenA, Amsterdam Toeschouwers: 52.896 Scheidsrechter: François Letexier |
|                          |                   |         | |                                                                                                |

|                           |                                                                                              |         |                                              |                                                                                                  |
| 12 oktober 2022 18:45 uur | Napoli                                                                                       | 4 -2    | Ajax                                         | Stadion: Stadio Diego Armando Maradona, Napels Toeschouwers: 52.229 Scheidsrechter: Felix Zwayer |
| 12 oktober 2022 18:45 uur | 4' Hirving Lozano 16' Giacomo Raspadori 62' (pen.) Chvitsja Kvaratschelia 90' Victor Osimhen | Verslag | 49' Davy Klaassen 83' (pen.) Steven Bergwijn | Stadion: Stadio Diego Armando Maradona, Napels Toeschouwers: 52.229 Scheidsrechter: Felix Zwayer |
| 12 oktober 2022 18:45 uur |                                                                                              |         |                                              | Stadion: Stadio Diego Armando Maradona, Napels Toeschouwers: 52.229 Scheidsrechter: Felix Zwayer |
| 12 oktober 2022 18:45 uur |                                                                                              |         |                                              | Stadion: Stadio Diego Armando Maradona, Napels Toeschouwers: 52.229 Scheidsrechter: Felix Zwayer |
|                           |                                                                                              |         |                                              |                                                                                                  |

|                           |      |         |                                                       | |
| 26 oktober 2022 21:00 uur | Ajax | 0 - 3   | Liverpool                                             | Stadion: Johan Cruijff ArenA, Amsterdam Toeschouwers: 53.327 Scheidsrechter: José María Sánchez Martínez |
| 26 oktober 2022 21:00 uur |      | Verslag | 42' Mohamed Salah 49' Darwin Núñez 52' Harvey Elliott | Stadion: Johan Cruijff ArenA, Amsterdam Toeschouwers: 53.327 Scheidsrechter: José María Sánchez Martínez |
| 26 oktober 2022 21:00 uur |      |         |                                                       | Stadion: Johan Cruijff ArenA, Amsterdam Toeschouwers: 53.327 Scheidsrechter: José María Sánchez Martínez |
| 26 oktober 2022 21:00 uur |      |         |                                                       | Stadion: Johan Cruijff ArenA, Amsterdam Toeschouwers: 53.327 Scheidsrechter: José María Sánchez Martínez |
|                           |      |         |                                                       | |

|                           |                            |         |                                                               |                                                                                   |
| 1 november 2022 21:00 uur | Rangers                    | 1 - 3   | Ajax                                                          | Stadion: Ibrox Stadium, Glasgow Toeschouwers: 48.817 Scheidsrechter: Glenn Nyberg |
| 1 november 2022 21:00 uur | 87' (pen.) James Tavernier | Verslag | 4' Steven Berghuis 29' Mohammed Kudus 89' Francisco Conceição | Stadion: Ibrox Stadium, Glasgow Toeschouwers: 48.817 Scheidsrechter: Glenn Nyberg |
| 1 november 2022 21:00 uur |                            |         |                                                               | Stadion: Ibrox Stadium, Glasgow Toeschouwers: 48.817 Scheidsrechter: Glenn Nyberg |
| 1 november 2022 21:00 uur |                            |         |                                                               | Stadion: Ibrox Stadium, Glasgow Toeschouwers: 48.817 Scheidsrechter: Glenn Nyberg |
|                           |                            |         |                                                               |                                                                                   |

## Transfers
| Nat.                | Naam                | Van/naar            | Afkoopsom          |
| ------------------- | ------------------- | ------------------- | ------------------ |
| Inkomend            |                     |                     |                    |
| Vlag van Nederland  | Steven Bergwijn     | Tottenham Hotspur   | € 31.250.000       |
| Vlag van Nederland  | Owen Wijndal        | AZ                  | € 10.000.000       |
| Vlag van Nigeria    | Calvin Bassey       | Rangers FC          | € 23.000.000       |
| Vlag van Portugal   | Francisco Conceição | FC Porto            | € 5.000.000        |
| Vlag van Nederland  | Brian Brobbey       | RB Leipzig          | € 16.350.000       |
| Vlag van Italië     | Lorenzo Lucca       | AC Pisa 1909        | huurbasis          |
| Vlag van Mexico     | Jorge Sánchez       | Club América        | € 5.000.000        |
| Vlag van Turkije    | Ahmetcan Kaplan     | Trabzonspor         | € 9.500.000        |
| Vlag van Argentinië | Lucas Ocampos       | Sevilla FC          | € 4.000.000 (huur) |
| Vlag van Oostenrijk | Florian Grillitsch  | TSG 1899 Hoffenheim | transfervrij       |
| Vlag van Argentinië | Gerónimo Rulli      | Villarreal CF       | € 8.000.000        |
| TOTAAL UITGAVEN:    | TOTAAL UITGAVEN:    | TOTAAL UITGAVEN:    | € 113.100.000      |
| Uitgaand            |                     |                     |                    |
| Vlag van Nederland  | Ryan Gravenberch    | FC Bayern München   | € 18.500.000       |
| Vlag van Kroatië    | Dominik Kotarski    | HNK Gorica          | € 1.000.000        |
| Vlag van Marokko    | Noussair Mazraoui   | FC Bayern München   | transfervrij       |
| Vlag van Kameroen   | André Onana         | Internazionale      | transfervrij       |
| Vlag van Brazilië   | Danilo              | Feyenoord           | transfervrij       |
| Vlag van Polen      | Przemysław Tytoń    | FC Twente           | transfervrij       |
| Vlag van Marokko    | Zakaria Labyad      | Clubloos            | transfervrij       |
| Vlag van Ivoorkust  | Sébastien Haller    | Borussia Dortmund   | € 31.000.000       |
| Vlag van Argentinië | Nicolás Tagliafico  | Olympique Lyonnais  | € 4.200.000        |
| Vlag van Argentinië | Lisandro Martínez   | Manchester United   | € 57.370.000       |
| Vlag van Denemarken | Mohamed Daramy      | FC Kopenhagen       | huurbasis          |
| Vlag van Nederland  | Perr Schuurs        | Torino FC           | € 9.000.000        |
| Vlag van Suriname   | Sean Klaiber        | FC Utrecht          | transfervrij       |
| Vlag van Brazilië   | Antony              | Manchester United   | € 95.000.000       |
| Vlag van Nederland  | Naci Ünüvar         | Trabzonspor         | € 150.000 (huur)   |
| Vlag van Nederland  | Daley Blind         | Clubloos            | Contract ontbonden |
| Vlag van Nederland  | Kik Pierie          | Excelsior Rotterdam | huurbasis          |
| Vlag van Nederland  | Mohamed Ihattaren   | Juventus FC         | Einde huur         |
| Vlag van Argentinië | Lisandro Magallán   | Clubloos            | Contract ontbonden |
| Vlag van Nederland  | Jay Gorter          | Aberdeen FC         | huurbasis          |
| TOTAAL INKOMEN:     | TOTAAL INKOMEN:     | TOTAAL INKOMEN:     | € 216.220.000      |

1900—1911 · 1911/12 · 1912—1954 · 1954/55 · 1955/56 · 1956/57 · 1957—1970 · 1970/71 · 1971/72 · 1972—1994 · 1994/95 · 1995—1998 · 1998/99 · 1999/00 · 2000/01 · 2001/02 · 2002/03 · 2003/04 · 2004/05 · 2005/06 · 2006/07 · 2007/08 · 2008/09 · 2009/10 · 2010/11 · 2011/12 · 2012/13 · 2013/14 · 2014/15 · 2015/16 · 2016/17 · 2017/18 · 2018/19 · 2019/20 · 2020/21 · 2021/22 · 2022/23 · 2023/24 · 2024/25
Ajax ·
AZ ·
SC Cambuur ·
FC Emmen ·
Excelsior ·
Feyenoord ·
Fortuna Sittard ·
Go Ahead Eagles ·
FC Groningen ·
sc Heerenveen ·
N.E.C. ·
PSV ·
RKC Waalwijk ·
Sparta Rotterdam ·
FC Twente ·
FC Utrecht ·
Vitesse ·
FC Volendam